# Rajd Pneumant 1970
Rajd Pneumant 1970 (10. Rallye DDR – Pneumant Rallye) – 10. edycja rajdu samochodowego Rajd Pneumant rozgrywanego w NRD. Rozgrywany był od 18 do 21 marca 1970 roku. Była to druga runda Rajdowych Mistrzostw Europy w roku 1970.

## Klasyfikacja rajdu
| Miejsce                      | Kierowca                     | Pilot                        | Samochód                     | Czas                         | Strata                       |                              |
| Klasyfikacja generalna i ERC | Klasyfikacja generalna i ERC | Klasyfikacja generalna i ERC | Klasyfikacja generalna i ERC | Klasyfikacja generalna i ERC | Klasyfikacja generalna i ERC | Klasyfikacja generalna i ERC |
| ---------------------------- | ---------------------------- | ---------------------------- | ---------------------------- | ---------------------------- | ---------------------------- | ---------------------------- |
| 1.                           | Peter Hommel                 | Günter Bork                  | Wartburg 353                 | 7:07:47                      | 0.0                          |                              |
| 2.                           | Adam Smorawiński             | Andrzej Zembrzuski           | BMW 2002 Ti                  | 8:09:47                      | +1:02:00                     |                              |
| 3.                           | Gilbert Casselsjö            | Claes Olsson                 | Ford Capri 1600 GT           | 12:32:50                     | +5:25:03                     |                              |
| 4.                           | Wolfgang Strehlow            | Bernhard Malsch              | Wartburg 353                 | 17:38:59                     | +10:31:12                    |                              |
| 5.                           | Eberhard Asmus               | Helmut Piehler               | Trabant P601                 | 18:05:16                     | +10:57:29                    |                              |
| 6.                           | Ryszard Nowicki              | Andrzej Komorowski           | Renault 8 Gordini            | 24:19:41                     | +17:11:54                    |                              |
| 7.                           | Jan Arild Nielsen            | Terje Lind-Isaksen           | BMW 2002                     | 24:58:52                     | +17:51:05                    |                              |
| 8.                           | Hans Ullmann                 | Werner Lange                 | Trabant P601                 | 26:58:17                     | +19:50:30                    |                              |
| 9.                           | Frieder Kramer               | Gisela Kramer                | Trabant P601                 | 38:29:38                     | +31:21:51                    |                              |
| 10.                          | Eberhard Ehrlich             | Dieter Schöne                | Wartburg 311                 | 47:47:20                     | +40:39:33                    |                              |